# 1977 au Manitoba
Chronologie du Manitoba
- 1973
- 1974
- 1975
- 1976
- 1977
- 1978
- 1979
- 1980
- 1981

Cette page concerne des événements survenus en 1977 dans la province canadienne du Manitoba.

## Politique
- Premier ministre : Edward Schreyer puis Sterling Lyon
- Chef de l'Opposition :
- Lieutenant-gouverneur : William J. McKeag puis Francis L. Jobin
- Législature :

## Naissances
- 11 mars : Kirby Law (né à McCreary), joueur professionnel de hockey sur glace d'origine canadienne[1].

## Décès
- 5 mai : Stuart Garson, premier ministre du Manitoba.